# Aloe canii
Aloe canii är en grästrädsväxtart som beskrevs av S.Lane. Aloe canii ingår i släktet Aloe och familjen grästrädsväxter.
Artens utbredningsområde är Malawi. Inga underarter finns listade i Catalogue of Life.